# Culverden
Culverden es una localidad neozelandesa de la región de Canterbury, en la Isla Sur.
De acuerdo con el censo de 2013, la población era de 426.

## Transporte
El principal acceso a la población es por la SH-7, la cual forma la arteria principal de la localidad.

### Ferrocarril
El 8 de febrero de 1886 la localidad quedó conectada al servicio ferroviario tras la ampliación del tramo desde Medbury hasta Culverden a su paso por el río Hurunui. En un principio iba a formar parte de la Línea Norte Principal con destino a Nelson y Blenheim, sin embargo se optó por la ruta del litoral vía Parnassus y Kaikoura. Más adelante se construyó un ramal que se extendió a Waiau y enlazando con la Norte Principal.
En 1939 la estación ferroviaria dejó de ser rentable y los servicios de pasajeros pasó a depender de la línea de autobuses. 
En 1978 el tramo de Culverden quedó sin servicio salvo para los trenes de mercancías.